# Cónclave
El cónclave es la reunión que celebra el Colegio Cardenalicio de la Iglesia católica para elegir a un nuevo papa (también conocido como sumo pontífice o romano pontífice), que es el obispo de Roma, y que lleva aparejado el cargo de soberano del Estado de la Ciudad del Vaticano. Según la doctrina católica, el papa, por ser obispo de Roma, es el sucesor de san Pedro y la cabeza terrenal de la Iglesia.

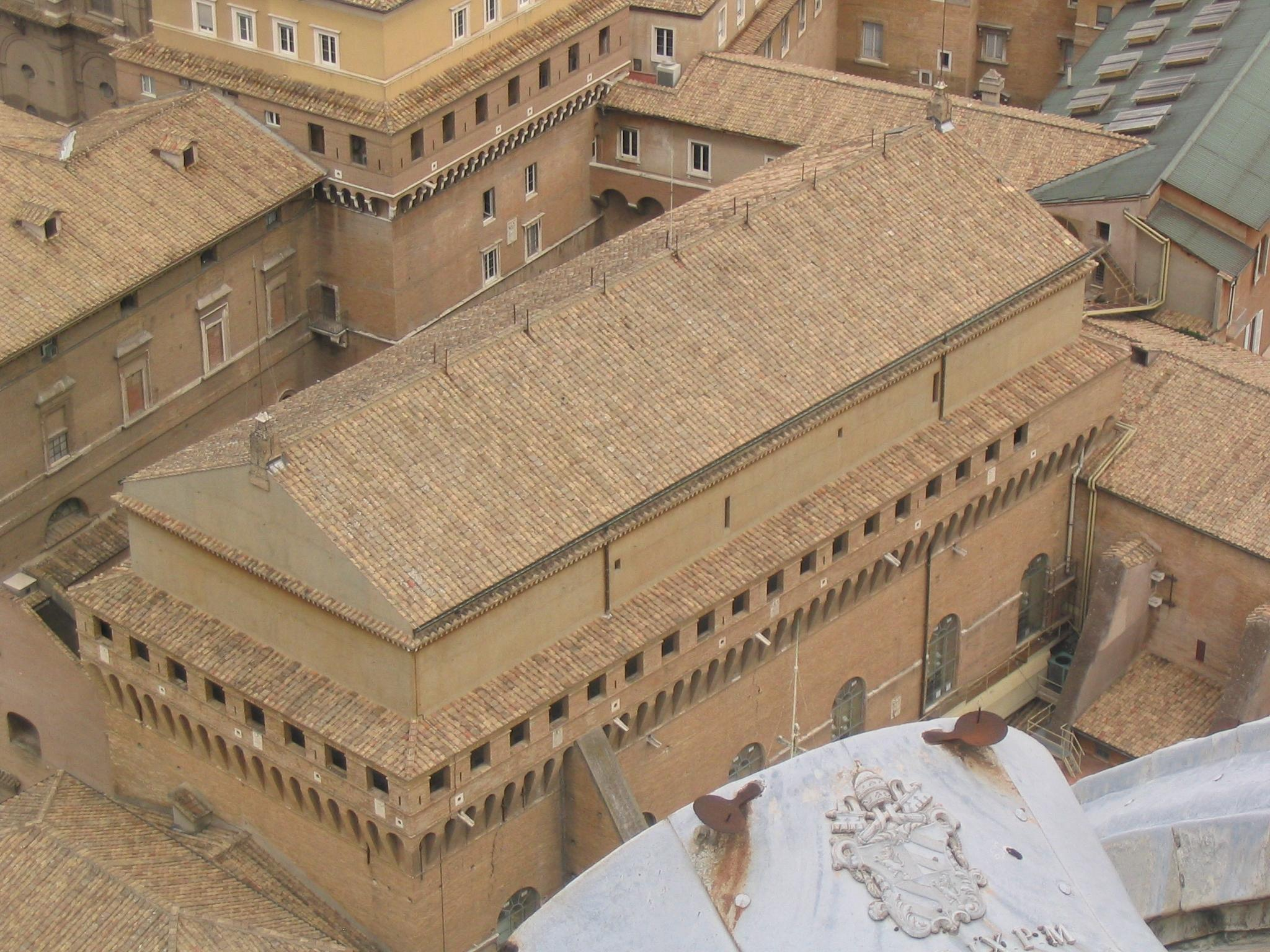
La Capilla Sixtina (aquí vista desde la cúpula de la basílica de San Pedro) es el lugar donde se celebra el cónclave.

Los problemas de interferencias políticas en la elección papal dieron lugar a varias reformas tras el interregno de 1268-1271. En 1274, durante el Concilio de Lyon, el papa Gregorio X promulgó la bula Ubi periculum, donde establecía que durante una elección papal, los cardenales electores debían ser encerrados «bajo llave» (en latín: cum clave) hasta que se eligiera a un nuevo pontífice. Hoy día, los cónclaves se celebran en la Capilla Sixtina del Palacio Apostólico, en la Ciudad del Vaticano.
Desde la era apostólica, el obispo de Roma, al igual que otros obispos, era elegido por consenso entre el clero y los laicos de la diócesis. En 1059, por medio de la bula In nomine Domini, el papa Nicolás II estableció a los miembros del Colegio cardenalicio como los únicos electores del romano pontífice. Desde entonces, el procedimiento de elección papal se ha ido modificando a lo largo de los siglos. En 1970, Pablo VI promulgó el motu proprio Ingravescentem aetatem, por el cual excluía del derecho de voto a los cardenales mayores de 80 años. Actualmente, el cónclave se encuentra regulado en la constitución apostólica Universi Dominici Gregis, promulgada por Juan Pablo II el 22 de febrero de 1996, a la que Benedicto XVI introdujo leves reformas en 2007 y 2013, estableciendo el requisito de una mayoría cualificada de dos tercios para elegir al papa. El último cónclave tuvo lugar en 2025, cuando el cardenal Robert Francis Prevost fue elegido papa con el nombre de León XIV, sucediendo a Francisco.

## Desarrollo histórico
Las normas para la elección del papa se han desarrollado a lo largo de casi dos milenios. Hasta la creación del Colegio Cardenalicio en 1059, los obispos de Roma, al igual que los de otros lugares, eran elegidos por aclamación del clero local y del pueblo. Los procedimientos similares al actual se introdujeron en 1274, cuando Gregorio X promulgó la bula Ubi periculum, formalizando las decisiones adoptadas por los magistrados de Viterbo durante la prolongada elección papal de 1268-1271.
El proceso fue definido de forma más clara por Gregorio XV en su bula Aeterni Patris Filius (1621), que establecía el requisito de una mayoría de dos tercios de los cardenales electores para elegir a un papa, lo cual ya había sido establecido en el Tercer Concilio de Letrán (1179). Este requisito ha ido variando desde entonces, dependiendo de si el candidato elegido tenía permitido votar por sí mismo, en cuyo caso la mayoría requerida es de dos tercios más uno de los votos. La Aeterni Patris Filius prohibió está práctica y estableció los dos tercios como la mayoría necesaria para la elección. Tampoco eliminó la posibilidad de elección por aclamación, pero requería que se celebrara primero una votación secreta antes de elegir al papa.

### Electorado
Las primeras comunidades cristianas ya nombraban obispos, elegidos por el clero y los laicos con la ayuda de los obispos de las diócesis vecinas. Según Cipriano de Cartago (fallecido en 258), el papa Cornelio fue elegido obispo de Roma «por decreto de Dios y de su Iglesia, por el testimonio de casi todo el clero, por el colegio de obispos ancianos [sacerdotum] y de hombres buenos». Como en otras diócesis, el clero de la diócesis de Roma era el órgano electoral del obispo de Roma. En lugar de emitirse votos, el obispo era elegido por consenso o por aclamación. Después, el candidato era presentado ante el pueblo para su aprobación o desaprobación general. Esta falta de precisión en los procedimientos electorales dio lugar ocasionalmente a la existencia de papas rivales o antipapas.
El derecho de los laicos a rechazar al candidato electo fue abolido en el Concilio de Roma del año 769, pero fue restaurado más tarde para los nobles romanos por Nicolás I durante un sínodo celebrado en Roma en 862. El papa también estaba sujeto a un juramento de lealtad al emperador del Sacro Imperio Romano Germánico, que era el encargado de mantener la seguridad y la paz pública en Roma. Un cambio notable se produjo en 1059, cuando Nicolás II decretó en la bula In Nomine Domini que los cardenales debían elegir a un candidato para el papado después de recibir el consentimiento del clero y los laicos. Los cardenales obispos debían reunirse primero para debatir sobre los candidatos y después convocar a los cardenales presbíteros y a los cardenales diáconos para proceder a la votación propiamente dicha. En 1139, el Segundo Concilio de Letrán eliminó el requisito de la previa aprobación del clero y el pueblo; y en 1179, el Tercer Concilio de Letrán otorgó iguales derechos a todos los miembros del Colegio Cardenalicio para la elección de un nuevo papa.
Durante gran parte de la Edad Media y el Renacimiento, la Iglesia católica tuvo un número muy reducido de cardenales, tan sólo siete con Alejandro IV (1254-1261) o Juan XXI (1276-1277). Las dificultades para viajar redujeron aún más el número de cardenales que llegaban a los cónclaves. El pequeño número de electores hizo aumentar la importancia de cada voto e hizo casi imposible evitar las lealtades familiares o políticas. Los cónclaves llegaron a durar meses e incluso años. En la bula Ubi periculum (1274), que exigía que los electores permanecieran recluidos durante el cónclave, Gregorio X también limitó a dos el número de sirvientes para cada cardenal y ordenó racionar progresivamente la comida cuando un cónclave llegaba a los cuatro y a los nueve días de duración. A los cardenales no les gustaban estas normas, por lo que Adriano V las suspendió temporalmente en 1276 y Juan XXI las revocó ese mismo año mediante la bula Licet felicis recordationis. Los largos cónclaves continuaron siendo la norma hasta 1294, cuando Celestino V restauró las normas promulgadas en la Ubi periculum. En los años siguientes continuaron produciéndose largos interregnos: de 1314 a 1316, durante el papado de Aviñón, cuando los electores quedaron dispersados por mercenarios que asediaron la ciudad de Carpentras, donde se celebraba el cónclave, y no volvieron a reunirse durante casi dos años; y de 1415 a 1417, con motivo del Cisma de Occidente.
Es de destacar que hasta 1899 era una práctica habitual incluir a unos pocos miembros laicos en el Colegio Cardenalicio. A menudo se trataba de nobles importantes o de monjes que no eran sacerdotes y, en todos los casos, se establecía como requisito el celibato. Con la muerte de Teodolfo Mertel en 1899 se puso fin a esta práctica. En 1917, el Código de Derecho Canónico promulgado ese mismo año establecía explícitamente que todos los cardenales debían ser sacerdotes. Desde 1962, todos los cardenales han sido obispos, con la excepción de unos pocos sacerdotes que fueron nombrados cardenales a partir de 1975 y que tenían 80 años o más, por lo que fueron dispensados del requisito de la ordenación episcopal. En 1975, mediante la constitución apostólica Romano Pontifici Eligendo, Pablo VI excluyó del derecho a participar en el cónclave a los cardenales que tuvieran 80 o más años, confirmando así una norma que ya había instaurado a través del motu proprio Ingravescentem aetatem en 1970.
En 1587, Sixto V limitó el número de cardenales a 70, siguiendo el precedente de Moisés, que fue asistido por 70 ancianos para gobernar a los hijos de Israel: seis cardenales obispos, 50 cardenales sacerdotes y 14 cardenales diáconos. Desde de los intentos de Juan XXIII de aumentar la representación internacional en el Colegio Cardenalicio, ese número ha aumentado. En 1970, Pablo VI dictaminó que los cardenales que hubieran alcanzado los 80 años de edad antes del inicio de un cónclave no podrían participar en él, y en 1975 limitó el número de cardenales electores a 120. Aunque éste sigue siendo el límite teórico, todos sus sucesores lo han superado durante breves períodos de tiempo. Juan Pablo II también cambió ligeramente el límite de edad, de modo que los cardenales que cumplan 80 años antes de declararse la sede vacante (no antes del inicio del cónclave) no puedan ser electores. De este modo se eliminó la idea de programar el cónclave para incluir o excluir a un cardenal que esté muy cerca del límite de edad. En 2013, el cardenal Walter Kasper, que tenía 79 años cuando comenzó el período de sede vacante, participó en el cónclave con 80 años ya cumplidos. El cónclave de 2025 fue el primero en el que participaron más de 120 cardenales electores, un total de 133.

### Electores y candidatos
Originalmente, la condición de laico no impedía la elección como papa. Los obispos de las diócesis a veces eran elegidos cuando aún eran catecúmenos, como en el caso de San Ambrosio, que se convirtió en obispo de Milán en 374. A raíz de la violenta disputa sobre la elección del antipapa Constantino II en 767, Esteban III decretó en el sínodo de 769 que sólo se podría elegir a un cardenal presbítero o un cardenal diácono, excluyendo específicamente a los que ya eran obispos. La práctica de la Iglesia se desvió de esta regla ya en 817 y la ignoró por completo a partir de 882 con la elección de Marino I, obispo de Caere. En el sínodo de 1059, Nicolás II codificó formalmente la práctica existente al decretar que se debía dar preferencia al clero de Roma, pero dejando a los cardenales obispos la libertad de elegir a un clérigo de otro lugar si así lo decidían. En 1179, el Tercer Concilio de Letrán anuló estas restricciones de elegibilidad. El 15 de febrero de 1559, Pablo IV emitió la bula papal Cum ex apostolatus officio, una codificación de la antigua ley católica según la cual sólo los católicos pueden ser elegidos papas, excluyendo a los no católicos, incluidos los ex católicos que se hubieran convertido en herejes públicos y notorios, donde si son conservadores levantan la cruz dorada y si son progresistas levantan una cruz plateada
En 1378, Urbano VI se convirtió en el último papa elegido que no formaba parte del Colegio Cardenalicio. La última persona elegida como papa sin ser ya sacerdote o diácono ordenado fue el cardenal diácono Giovanni di Lorenzo de' Medici, elegido como León X en 1513. Su sucesor, Adriano VI, fue el último en ser elegido in absentia, en 1522. Giovanni Battista Montini, arzobispo de Milán, recibió varios votos en el cónclave de 1958 aunque aún no era cardenal. Como la Iglesia católica no permite la ordenación sacerdotal a las mujeres, ninguna mujer puede acceder al papado. Aunque el papa es el obispo de Roma, no es necesario que sea de origen italiano. Los cuatro cónclaves más recientes han elegido a un polaco (Juan Pablo II, 1978), un alemán (Benedicto XVI, 2005), un argentino (Francisco, 2013) y un estadounidense (León XIV, 2025).
La obtención de mayoría simple fue suficiente hasta 1179, cuando el Tercer Concilio de Letrán aumentó la mayoría requerida a dos tercios. Como a los cardenales no se les permitía votar por sí mismos (a partir de 1621), las papeletas fueron diseñadas para garantizar el secreto y al mismo tiempo impedir el autovoto. En 1945, Pío XII eliminó la prohibición de que un cardenal votara por sí mismo, aumentando la mayoría requerida a dos tercios más uno en todo momento. También eliminó el requisito de firmar las papeletas. Su sucesor, Juan XXIII, restableció inmediatamente la mayoría de dos tercios si el número de cardenales electores es divisible por tres, redondeándose a dos tercios más uno en caso contrario.Pablo VI restableció el procedimiento de Pío XII trece años después, pero Juan Pablo II lo revocó nuevamente. En 1996, la constitución apostólica Universi Dominici Gregis permitió la elección por mayoría absoluta si no se lograba elegir a ningún candidato después de 33 votaciones, o 34 votaciones si la primera votación se realizaba en la primera tarde del cónclave. En 2007, Benedicto XVI rescindió el cambio de Juan Pablo II (que había abolido efectivamente el requisito de la mayoría de dos tercios, ya que cualquier mayoría es suficiente para bloquear la elección hasta que una mayoría simple sea suficiente para elegir al nuevo papa), restableciendo el requisito de una mayoría de dos tercios.
Antiguamente, los cardenales llevaban a cabo la elección a través de diferentes sistemas: por adhesión (per accessus), por aclamación (per inspirationem), por compromiso (per compromissum) y por escrutinio (per scrutinium).
- La adhesión era un método consistente en que los cardenales cambiaran su último voto y votaran a otro candidato para tratar de alcanzar la mayoría de dos tercios requerida y poner fin al cónclave. Este método fue rechazado por primera vez por el cardenal decano en el cónclave de 1903 y fue más tarde suprimido de la legislación de la Iglesia.[9]
- Mediante la aclamación, los cardenales elegían unánimemente al nuevo papa quasi afflati Spiritu Sancto (como inspirado por el Espíritu Santo).[40] Si esto ocurría antes de llevarse a cabo una votación formal, se denominaba adoración,[44] pero Gregorio XV abolió este método en 1621.[45][46]
- En la elección por compromiso, un electorado estancado delega unánimemente la elección en un reducido grupo de cardenales cuya decisión todos se comprometen a respetar.[40]
- El escrutinio es la elección mediante voto secreto emitido a través de papeletas.

La última elección por compromiso fue la de Juan XXII en 1316; y la última elección por aclamación, la de Inocencio XI en el cónclave de 1676. En 1996, la Universi Dominici Gregis abolió formalmente los métodos de elección por aclamación y por compromiso, que ya llevaban mucho tiempo en desuso, dejando el escrutinio como el único método autorizado para la elección de un nuevo papa.

### Influencia externa
Durante una parte importante de la historia de la Iglesia, monarcas y gobiernos poderosos influyeron en la elección de sus líderes. Por ejemplo, los emperadores romanos llegaron a tener una influencia considerable en las elecciones papales. En 418, el emperador Honorio resolvió una elección controvertida, defendiendo al papa Bonifacio I frente al contendiente antipapa Eulalio. A petición de Bonifacio I, Honorio ordenó que en casos futuros, cualquier elección en disputa se resolviera mediante una nueva elección. Tras la caída del Imperio romano de Occidente, la influencia pasó a los reyes ostrogodos de Italia, y en el año 533, Juan II reconoció formalmente el derecho de los monarcas ostrogodos a ratificar las elecciones papales. En 537, la monarquía ostrogoda había sido derrocada y el poder de influencia pasó a los emperadores bizantinos. Se adoptó un procedimiento mediante el cual se requería que las autoridades notificaran al exarca de Rávena el fallecimiento de un papa antes de proceder a la elección. Una vez que los electores llegaban a un acuerdo, debían enviar una delegación a Constantinopla para solicitar el consentimiento del emperador, que era necesario para que el elegido pudiera asumir el cargo. Los viajes de ida y vuelta a Constantinopla causaron largos retrasos. Cuando Benedicto II se quejó por ello, el emperador Constantino IV accedió a poner fin al requisito de que los emperadores dieran su aprobación a las elecciones papales. A partir de entonces, sólo se requirió que el emperador fuera notificado. El último papa cuya elección fue notificada a un emperador bizantino fue Zacarías en 741.
En el siglo IX,  el Sacro Imperio Romano Germánico llegó a ejercer control sobre las elecciones papales. Mientras que Carlomagno (emperador de 800 a 814) y Ludovico Pío (emperador de 814 a 840) no interfirieron en la Iglesia, Lotario I (emperador de 817 a 855) declaró que las elecciones sólo podían tener lugar en presencia de embajadores imperiales. En 898, los disturbios obligaron al papa Juan IX a reconocer la supervisión del emperador del Sacro Imperio Romano Germánico. Al mismo tiempo, la nobleza romana también continuó ejerciendo una gran influencia, especialmente durante el período del siglo X conocido como saeculum obscurum (en latín, «edad oscura»).[cita requerida]
En 1059, la misma bula papal que restringía el derecho de elegir al papa únicamente a los cardenales también reconocía la autoridad del emperador del Sacro Imperio (en aquel momento, Enrique IV), pero sólo como una concesión hecha por el papa, declarando que el emperador no tenía autoridad para intervenir en las elecciones, excepto cuando lo permitieran los convenios papales. Gregorio VII (papa de 1073 a 1085) fue el último papa en someterse a la interferencia del emperador del Sacro Imperio. La ruptura entre el papado y el Sacro Imperio Romano Germánico provocada por la querella de las investiduras llevó a la abolición del papel del emperador en las elecciones papales. En 1122, el Sacro Imperio Romano Germánico firmó el Concordato de Worms, acatando la decisión papal.
Aproximadamente desde principios del siglo XVII, ciertos monarcas católicos europeos reclamaron un ius exclusivae (derecho de exclusión o derecho de veto), es decir, un veto sobre las elecciones papales, ejercido a través de un cardenal representante de la Corona del respectivo estado. Mediante una convención informal, cada estado que reclamara el veto podría ejercer el derecho una vez en cada cónclave. Por lo tanto, un cardenal de la Corona no anunciaba su veto hasta el último momento, cuando parecía probable que el candidato en cuestión iba a ser elegido. No se podía ejercer el veto una vez realizada la elección. Tras la disolución del Sacro Imperio Romano Germánico en 1806, su poder de veto recayó en el Imperio austríaco. El último ejercicio del derecho de veto se produjo en el cónclave de 1903, cuando el príncipe Jan Puzyna de Kosielsko informó al Colegio Cardenalicio de la oposición de Francisco José I de Austria a la elección de Mariano Rampolla. Como consecuencia, el elegido fue finalmente Giuseppe Sarto, que tomó el nombre de Pío X. Seis meses después, el 20 de enero de 1904, Pío X promulgó la constitución apostólica Commissum Nobis, por la cual abolía formalmente el ius exclusivae y declaraba que cualquier cardenal que comunicara el veto de su gobierno en el futuro sufriría la pena de excomunión latae sententiae.

### Aislamiento y resolución
Para resolver los prolongados estancamientos en las elecciones papales de los años anteriores, las autoridades locales recurrieron a menudo al aislamiento forzoso de los cardenales electores, como por ejemplo en Roma en 1241 y posiblemente antes en Perugia en 1216. En 1269, durante la prolongada elección de 1268-1271, cuando a pesar del aislamiento forzoso de los cardenales no se logró elegir a un papa, las autoridades de Viterbo se negaron a suministrar a los electores ningún alimento excepto pan y agua. Cuando ni siquiera esto dio resultado, la gente del pueblo retiró el techo del Palacio Papal en un intento de acelerar la elección.
En un intento por evitar futuras elecciones prolongadas, Gregorio X introdujo normas estrictas con la promulgación en 1274 de la bula Ubi periculum. Los cardenales debían ser recluidos en una estancia cerrada y no podrían disponer de habitaciones individuales. A ningún cardenal se le permitía, a menos que estuviera enfermo, ser atendido por más de dos sirvientes. La comida se suministraba a través de una ventana para evitar el contacto con el exterior. Después de tres días de cónclave, los cardenales recibían sólo una comida al día; después de otros cinco días, recibían sólo pan y agua. Además, durante el cónclave, los cardenales dejaban de percibir sus rentas eclesiásticas.
Adriano V abolió las estrictas regulaciones de Gregorio X en 1276, pero Celestino V, elegido en 1294 tras un interregno de dos años, las restableció. En 1562, Pío IV emitió una bula papal que introdujo regulaciones relativas al lugar del cónclave y otros procedimientos. Gregorio XV emitió dos bulas que cubrían los detalles más minuciosos relacionados con la elección: la primera, Aeterni Patris Filius, en 1621, se refería a los procesos electorales; mientras que la otra, Decet Romanorum Pontificem, en 1622, fijaba los ritos que debían observarse. El 25 de diciembre de 1904, Pío X dictó una constitución apostólica, Vacante Sede Apostolica, consolidando casi todas las normas anteriores e introduciendo algunos cambios. Juan Pablo II introdujo varias reformas en 1996.
La ubicación de los cónclaves quedó fijada en el siglo XIV. Desde el fin del Cisma de Occidente en 1417, han tenido lugar en Roma (excepto en 1799-1800, cuando las tropas francesas que ocupaban Roma obligaron a celebrar el cónclave en Venecia), y normalmente dentro del territorio que, mediante los Pactos de Letrán de 1929, se convirtió en el estado independiente de la Ciudad del Vaticano. El cónclave de 1846 fue el último celebrado en el Palacio del Quirinal, y desde entonces todos los cónclaves se han celebrado en la Capilla Sixtina del Vaticano. A menudo, los papas han reformado las reglas para la elección de sus sucesores a través de distintas constituciones apostólicas: Vacantis Apostolicae Sedis, de Pío XII (1945), rigió el cónclave de 1958; Summi Pontificis Electio, de Juan XXIII (1962), el cónclave de 1963; Romano Pontifici Eligendo, de Pablo VI (1975), los cónclaves de agosto y octubre de 1978; Universi Dominici Gregis, de Juan Pablo II (1996), el cónclave de 2005; y las dos reformas de Benedicto XVI a esta última (en 2007 y 2013), los cónclaves de 2013 y 2025.

## Procedimiento actual

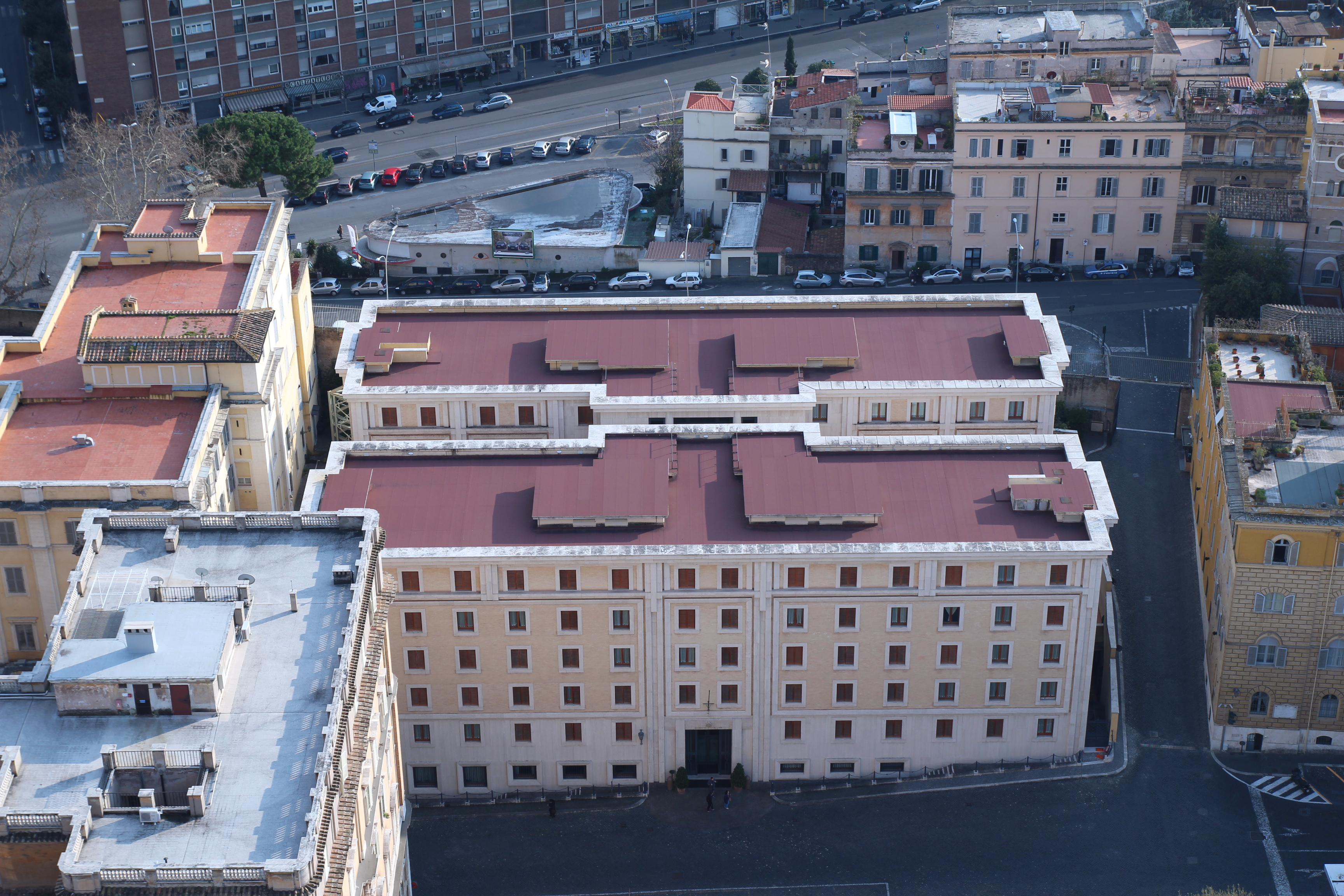
Desde el cónclave de 2005, los cardenales electores residen en la Casa de Santa Marta durante el cónclave.

El 22 de febrero de 1996, Juan Pablo II promulgó una nueva constitución apostólica, Universi Dominici Gregis, que con dos ligeras modificaciones introducidas por  Benedicto XVI en 2007 y 2013, es la norma que rige todo lo relativo al período de sede vacante y a la organización y desarrollo del cónclave, aboliendo todas las constituciones anteriores sobre la materia, pero preservando muchos procedimientos que datan de épocas anteriores. Según la Universi Dominici Gregis, durante el cónclave, los cardenales se alojarán en un edificio construido al efecto en la Ciudad del Vaticano, la Casa de Santa Marta, pero las votaciones se seguirán realizando en la Capilla Sixtina.
Varias funciones son desempeñadas por el decano del Colegio Cardenalicio, que es siempre un cardenal obispo. Si el decano no tiene derecho a participar en el cónclave por superar el límite de 80 años de edad, su lugar lo ocupa el vicedecano, que también es siempre un cardenal obispo. Si el vicedecano tampoco puede participar, desempeña las funciones el cardenal obispo participante de mayor antigüedad.
Dado que el Colegio Cardenalicio es un organismo pequeño, ha habido propuestas para ampliar el electorado. Las reformas propuestas incluyen un plan para reemplazar el Colegio Cardenalicio como órgano electoral por el Sínodo de los obispos, que tiene muchos más miembros. Según el procedimiento actual, el Sínodo sólo puede reunirse cuando lo convoca el papa. La Universi Dominici Gregis establece explícitamente que si se está celebrando un sínodo o un concilio ecuménico en el momento de la muerte del papa, sus miembros no pueden llevar a cabo la elección. Tras la muerte del papa, la actividad de ambos organismos queda suspendida y sólo puede reanudarse con la autorización expresa del nuevo papa.
Se considera de mal gusto hacer campaña para ser elegido papa. Siempre hay mucha especulación externa sobre qué cardenales tienen más posibilidades de ser elegidos. La especulación tiende a aumentar cuando un papa está enfermo o es anciano y en los medios aparecen listas de candidatos potenciales. Un cardenal con probabilidad de ser elegido se denomina «papable», un término acuñado por vaticanistas italianos a mediados del siglo XX.

### Muerte del papa

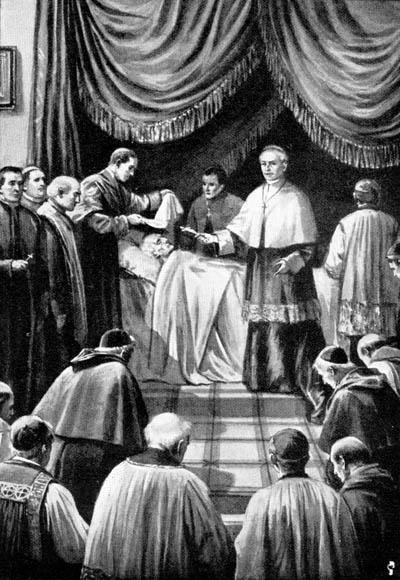
El cardenal camarlengo proclama la muerte del papa.

La muerte del papa es verificada por el cardenal camarlengo, que tradicionalmente realizaba esta tarea llamando al papa tres veces por su nombre de pila (no el papal) mientras le golpeaba suavemente en la frente con un pequeño martillo de plata en presencia del maestro de las Celebraciones Litúrgicas Pontificias, de los clérigos prelados, del secretario y del canciller de la Cámara Apostólica. El camarlengo toma posesión del anillo del Pescador del papa, que posteriormente es destruido junto con el sello papal ante el Colegio Cardenalicio. Esto se hacía tradicionalmente para evitar la falsificación de documentos, pero hoy es simplemente una forma de simbolizar el fin de la autoridad del papa.
Durante la sede vacante (nombre con el que se conoce el período que transcurre entre el fin de un pontificado y el inicio del siguiente), ciertos poderes pasan de forma muy limitada al Colegio Cardenalicio, que es convocado por el cardenal decano. Todos los cardenales están obligados a asistir a las congregaciones generales de cardenales, excepto aquellos cuya salud no se lo permita o que tengan más de 80 años (aunque estos cardenales pueden optar por asistir si lo desean como miembros sin derecho a voto). Las congregaciones particulares, que se ocupan de los asuntos cotidianos de la Iglesia, están formadas por el cardenal camarlengo y tres cardenales asistentes, uno de cada orden (un cardenal obispo, un cardenal presbítero y un cardenal diácono), elegidos por sorteo y que van rotando cada tres días. El camarlengo y sus asistentes son responsables, entre otras cosas, de mantener el secreto de la elección.
Las congregaciones se encargan de organizar el funeral y el entierro del papa, que tradicionalmente tiene lugar entre cuatro y seis días después de su muerte, dejando tiempo para que los peregrinos acudan a ver el cuerpo del pontífice fallecido. Tras el funeral se inicia un período de luto de nueve días conocido como los novendiales. Las congregaciones también fijan la fecha y hora del comienzo del cónclave. El cónclave normalmente tiene lugar quince días después de la muerte del papa, pero las congregaciones pueden ampliar el plazo hasta un máximo de veinte días para dar tiempo a los cardenales electores de otros países para llegar al Vaticano.

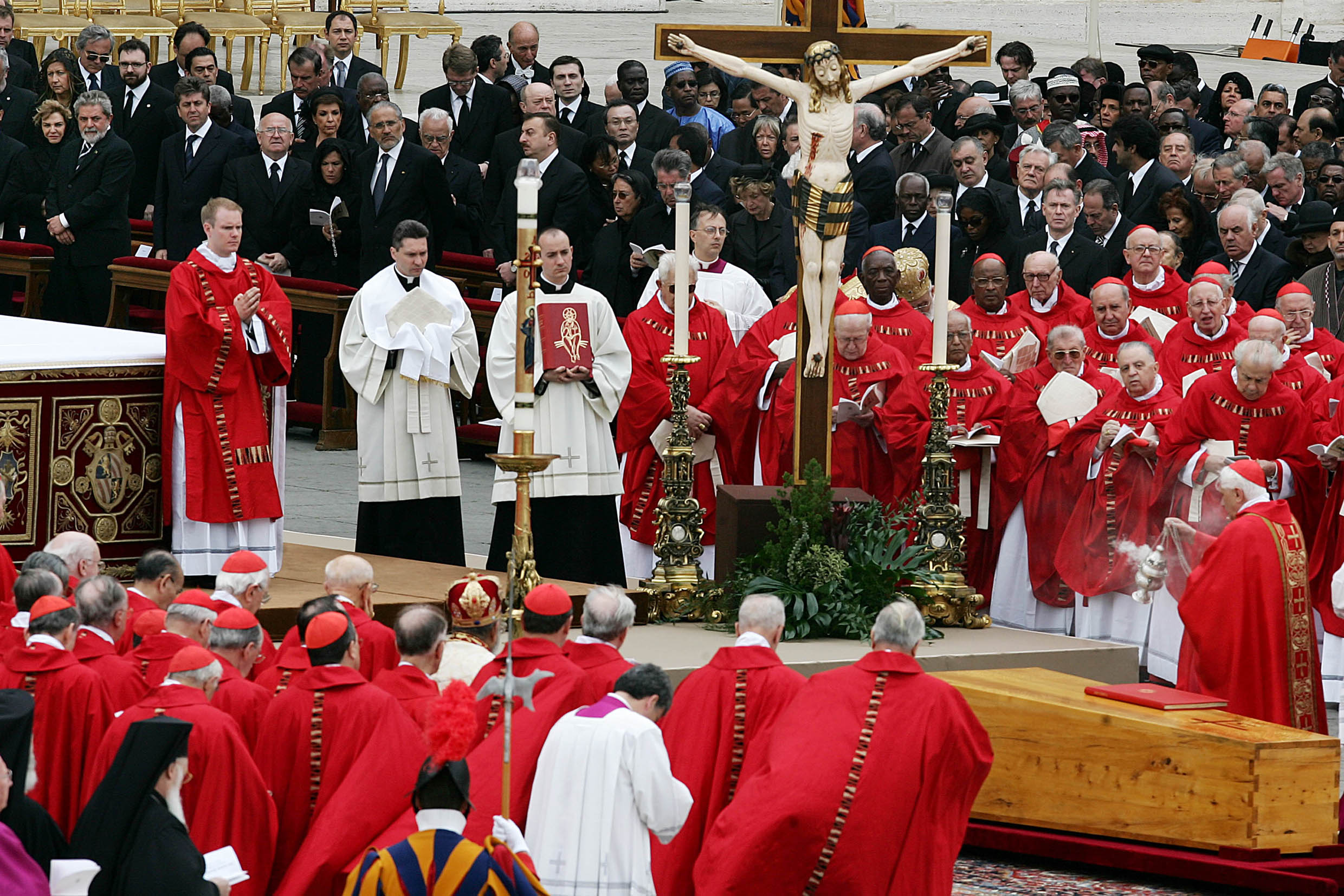
Funeral de Juan Pablo II (8 de abril de 2005).

### Renuncia del papa
La sede vacante también puede producirse en el caso de que el papa renuncie a su cargo. El 11 de febrero de 2013, Benedicto XVI anunció su renuncia, que se hizo efectiva el 28 de febrero. Se convirtió así en el primer papa en renunciar en casi seis siglos, desde Gregorio XII en 1415, y el primero en hacerlo voluntariamente desde Celestino V en 1294, más de siete siglos antes. En 1996, en su constitución apostólica Universi Dominici Gregis, Juan Pablo II contempló la posibilidad de renuncia del papa cuando precisó que los procedimientos establecidos deben observarse «aun cuando la vacante de la Sede Apostólica pudiera producirse por renuncia del Sumo Pontífice».
En caso de renuncia del papa, el anillo del Pescador queda bajo la custodia del cardenal camarlengo; más tarde, en presencia del Colegio Cardenalicio, el camarlengo graba en el anillo una cruz con un pequeño martillo y un cincel, desfigurándolo para que ya no pueda usarse para firmar y sellar documentos papales oficiales.
En su libro Luz del mundo: El Papa, la Iglesia y los signos de los tiempos (2010), escrito junto a Peter Seewald, Benedicto XVI admitió la posibilidad de renunciar por motivos de salud.

### Inicio del cónclave
Antes de proceder a la elección, los cardenales escuchan dos sermones: uno antes de entrar al cónclave y otro ya dentro de la Capilla Sixtina. Ambos sermones tienen como objetivo exponer el estado actual de la Iglesia y sugerir las cualidades necesarias que debe poseer un papa en ese momento específico. En el cónclave de 2005, el primer predicador fue Raniero Cantalamessa, predicador de la Casa Pontificia y miembro de la Orden de los Hermanos Menores Capuchinos, que habló en una de las congregaciones de cardenales celebradas el día anterior al inicio del cónclave. Tomáš Špidlík, antiguo profesor del Pontificio Instituto Oriental y miembro sin derecho a voto (debido a su edad) del Colegio Cardenalicio, dirigió otro sermón justo antes del cierre de la Capilla Sixtina para el cónclave.
En la mañana del día designado por las congregaciones de cardenales, los cardenales electores asisten a una misa pro eligendo Pontifice en la Basílica de San Pedro, presidida por el cardenal decano. Por la tarde se reúnen en la Capilla Paulina del Palacio Apostólico y marchan en procesión hasta la Capilla Sixtina mientras entonan la Letanía de los Santos. También cantan el Veni Creator, invocando al Espíritu Santo. Una vez dentro de la Capilla Sixtina, cada cardenal presta juramento de cumplir con los procedimientos establecidos por las constituciones apostólicas; de, si es elegido, defender la libertad de la Santa Sede; de mantener el secreto y de hacer caso omiso de cualquier instrucción externa sobre la votación. El cardenal de mayor antigüedad lee en voz alta el juramento completo, y por orden de precedencia (su rango es el mismo, por lo que se hace por orden de antigüedad), los demás cardenales electores repiten el juramento, con la mano sobre los Evangelios. El juramento es el siguiente:

Et ego [praenomen]  Cardinalis [nomen] spondeo, voveo ac iuro. Sic me Deus adiuvet et haec Sancta Dei Evangelia, quae manu mea tango.
Y yo [nombre] Cardenal [apellido] prometo, voto y juro. Así me ayude Dios y estos Santos Evangelios que toco con mi mano.

### Salida de los no electores
Después de que todos los cardenales presentes hayan prestado juramento, el maestro de las Celebraciones Litúrgicas Pontificias ordena a todas las personas, excepto a los cardenales electores y participantes en el cónclave, que abandonen la capilla. Tradicionalmente, se coloca en la puerta de la Capilla Sixtina y exclama: «Extra omnes!» (en latín, «¡Todos fuera!»). A continuación cierra la puerta. En la práctica moderna, no es necesario que el maestro de Celebraciones Litúrgicas Pontificias se coloque en la puerta de la Capilla Sixtina; en los cónclaves de 2005, 2013 y 2025, los respectivos maestros en cada uno de ellos, Piero Marini, Guido Marini y Diego Giovanni Ravelli, se colocaron delante del altar, dando la orden a través de un micrófono, y a continuación se acercaron a las puertas de la capilla para cerrarlas después de que todos los no electores hubieron salido.
El propio maestro puede permanecer en la capilla, junto con un eclesiástico designado por las congregaciones antes del comienzo de la elección y que es el encargado de dirigir a los cardenales electores un discurso acerca de los problemas que debe afrontar la Iglesia y las cualidades que debe tener el nuevo papa. Una vez concluido el discurso, el maestro y el eclesiástico también se marchan. Las puertas de la Capilla Sixtina quedan cerradas y custodiadas por guardias suizos. En ese momento podrá procederse a la primera votación (única del día) o aplazarla hasta el día siguiente. El cardenal de mayor antigüedad pregunta si persisten dudas sobre el procedimiento. Si las hay, una vez aclaradas podrá comenzar la elección. Los cardenales que lleguen una vez iniciado el cónclave serán admitidos, y un cardenal enfermo o que necesite usar el baño puede abandonar el cónclave y ser posteriormente readmitido; sin embargo, un cardenal que se marche por cualquier motivo que no sea una enfermedad no puede regresar al cónclave.
Aunque antiguamente los cardenales electores podían estar acompañados por asistentes (denominados «conclavistas»), ahora sólo un enfermero puede acompañar a un cardenal que, por razones de salud confirmadas por las congregaciones de cardenales, necesite dicha asistencia. También son admitidos en el cónclave el secretario del Colegio Cardenalicio, el maestro de Celebraciones Litúrgicas Pontificias, dos maestros de ceremonias, dos oficiales de la Sacristía Papal y un eclesiástico que asiste al decano del Colegio Cardenalicio. Puede haber sacerdotes para escuchar confesiones en diferentes idiomas, y también están admitidos dos médicos. Por último, se permite un número estrictamente limitado de personal de servicio para las tareas de limpieza y preparación y servicio de comidas.
Durante el cónclave se mantiene un estricto secreto; tanto los cardenales como el personal de asistencia y de servicio tienen prohibido revelar cualquier información relativa a la elección. Los cardenales electores no pueden relacionarse ni conversar con nadie externo al cónclave por correo, radio, teléfono, Internet, redes sociales ni de ningún modo, y las escuchas ilegales son un delito punible que conlleva la excomunión automática (latae sententiae). Sólo tres cardenales electores pueden comunicarse con el mundo exterior en circunstancias graves, previa aprobación del Colegio Cardenalicio, para cumplir con sus deberes: el penitenciario mayor, el cardenal vicario de la Diócesis de Roma y el vicario general de la Ciudad del Vaticano.
En el cónclave de 2013, la Capilla Sixtina fue «barrida» utilizando los mecanismos electrónicos más modernos en busca de posibles dispositivos ocultos de escucha o vigilancia (no hubo informes de que se hubiera encontrado ninguno, pero en cónclaves anteriores se descubrió a periodistas disfrazados haciéndose pasar por sirvientes del cónclave). La Universi Dominici Gregis prohíbe expresamente cualquier medio de comunicación o información como periódicos, radio o televisión. La conexión wifi queda desconectada en toda la Ciudad del Vaticano y en la Capilla Sixtina se instalan inhibidores de frecuencia para evitar cualquier forma de comunicación electrónica entre los cardenales electores y el exterior.

### Votación

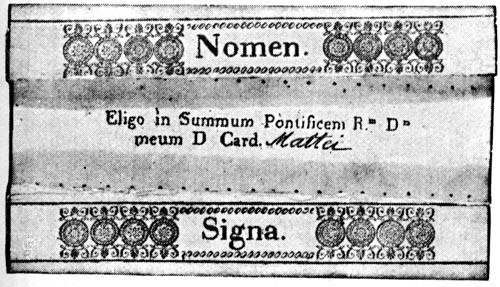
Antiguamente, los cardenales utilizaban unas complejas papeletas de votación, como esta que se muestra doblada. En la actualidad las papeletas son simples tarjetas que se doblan por la mitad una sola vez y llevan impresa la frase en latín Eligo in Summum Pontificem («Elijo como Sumo Pontífice»).

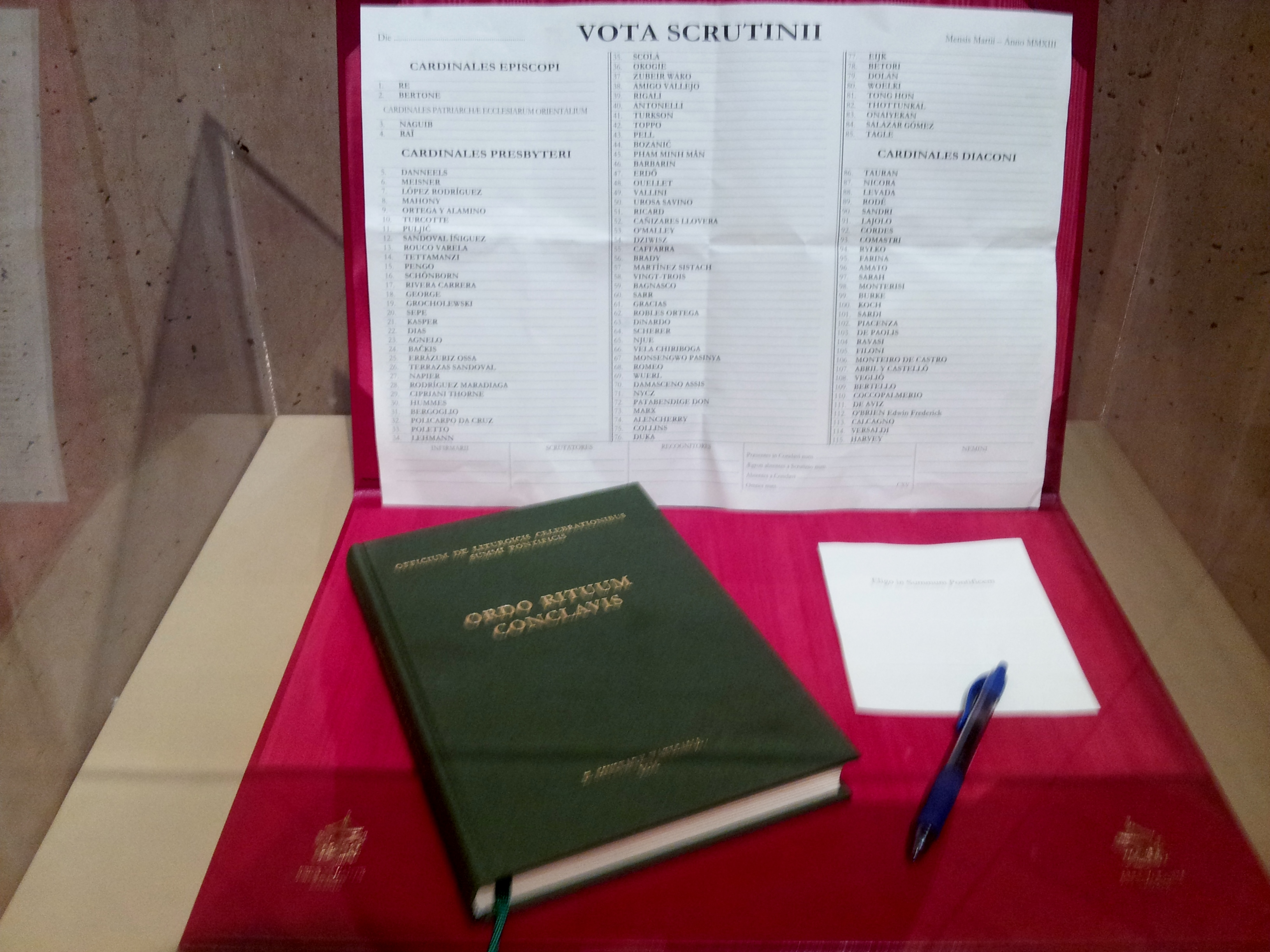
Hoy día, los cardenales electores reciben varias papeletas de votación, papeletas de escrutinio y un ejemplar del Ordo Rituum Conclavis («Orden de los Ritos del Cónclave»). En la imagen se muestran las papeletas utilizadas por el cardenal Roger Mahony en el cónclave de 2013.

En la tarde del primer día se puede realizar una votación (denominada «escrutinio»), pero no es obligatoria. Si la votación se lleva a cabo en la tarde del primer día y no resulta elegido nadie, o no se ha realizado ninguna votación, se realizarán un máximo de cuatro votaciones en cada día sucesivo: dos por la mañana y dos por la tarde. Antes de las votaciones de la mañana y de las de la tarde, los electores prestan juramento de obedecer las reglas del cónclave. Si no se obtiene ningún resultado después de tres días de votación, el proceso se suspende durante un día para hacer oración y oír un discurso del cardenal diácono más antiguo. Después otras siete votaciones más, el proceso puede volver a suspenderse de manera similar, y el discurso será pronunciado por el cardenal presbítero más antiguo. Si después de otras siete votaciones no se logra ningún resultado, la votación se suspende una vez más, pronunciando el discurso el cardenal obispo más antiguo. Después de siete votaciones más, habrá una jornada de oración, reflexión y diálogo. En las siguientes votaciones, sólo los dos candidatos que hayan recibido el mayor número de votos en la última votación serán elegibles en una segunda vuelta en la que aún se requiere una mayoría de dos tercios. Las dos personas votadas, aunque sean cardenales electores, no tendrán derecho a votar.
El proceso de votación consta de tres fases: el pre-escrutinio, el escrutinio y el post-escrutinio.

#### Pre-escrutinio
Durante el pre-escrutinio, los maestros de ceremonias preparan papeletas de voto con que llevan impresa la frase Eligo in Summum Pontificem («Elijo como Sumo Pontífice») y entregan al menos dos a cada cardenal elector. Cuando los cardenales comienzan a escribir sus votos, salen de la capilla el secretario del Colegio Cardenalicio, el maestro de Celebraciones Litúrgicas Pontificias y los maestros de ceremonias. Luego, el cardenal diácono de menor antigüedad cierra la puerta. A continuación, este mismo cardenal extrae nueve nombres por sorteo; de ellos, los tres primeros serán los escrutadores; los tres segundos, los infirmarii; y los tres últimos, los revisores. Los mismos nueve cardenales realizan la misma tarea en el segundo escrutinio. Después del almuerzo, se reanuda la elección con el juramento de obedecer las reglas del cónclave, que se vuelve a prestar cuando los cardenales se reúnen nuevamente en la Capilla Sixtina. A continuación se procede a elegir a otros nueve cardenales para hacer las funciones de escrutadores, infirmarii y revisores. Entonces comienza el tercer escrutinio y, si es necesario, sigue inmediatamente un cuarto. Benedicto XVI no realizó cambios en estas reglas en 2007, por lo que fueron las que se siguieron (hasta donde puede saberse, dado el estricto secreto de un cónclave) en la elección del papa Francisco en marzo de 2013.

#### Escrutinio

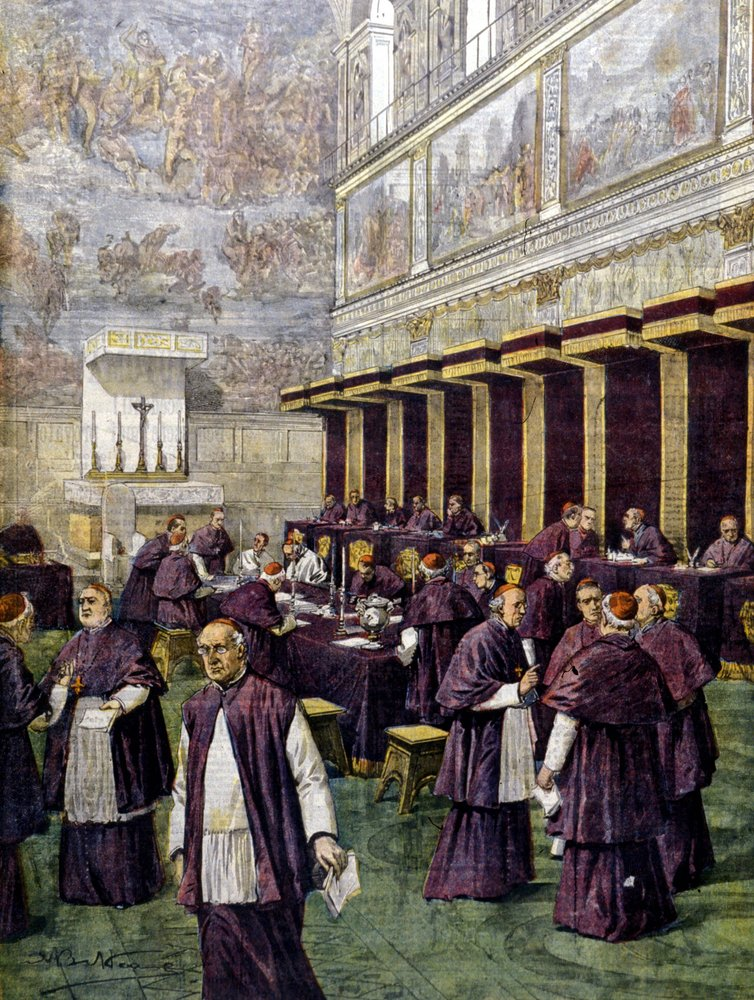
Interior de la Capilla Sixtina durante la votación del cónclave de 1903.

La fase de escrutinio consiste en lo siguiente: los cardenales electores proceden, en orden de precedencia, a llevar sus papeletas escritas (sólo con el nombre de la persona que han elegido) al altar, donde se encuentran los escrutadores. Antes de emitir el voto, cada cardenal elector presta el siguiente juramento en latín:

Testor Christum Dominum, qui me iudicaturus est, me eum eligere, quem secundum Deum iudico eligi debere.
Pongo por testigo a Cristo Señor, el cual me juzgará, de que doy mi voto a quien, en presencia de Dios, creo que debe ser elegido.

Si algún cardenal elector está presente en la capilla pero no puede ir hasta el altar por enfermedad, el último escrutador puede acercarse a él y tomar su papeleta después de haber pronunciado el juramento. Si algún cardenal elector se encuentra en su habitación por enfermedad, los infirmarii van a sus habitaciones con papeletas y una urna. El cardenal enfermo rellena su papeleta, presta juramento y la deposita en la urna. Cuando los infirmarii regresan a la capilla, se cuentan las papeletas para comprobar que su número coincide con el de cardenales enfermos; posteriormente se depositan en el recipiente correspondiente. Este juramento lo prestan todos los cardenales al emitir su voto. Si nadie resulta elegido en el primer escrutinio, se realizará inmediatamente un segundo escrutinio. Se podrán realizar un máximo de cuatro escrutinios cada día, dos por la mañana y dos por la tarde.
Según las normas actuales, el juramento prestado al emitir el voto es sólo verbal, ya que el cardenal elector ya no tiene que firmar la papeleta (anteriormente, la papeleta era firmada por el elector, que incluía su correspondiente lema para identificarse. Luego la doblaba dos veces para ocultar su firma y su lema. Después se sellaba con cera, dando como resultado un voto sólo parcialmente secreto). Los sellos de cera se abrían sólo si un candidato recibía el mínimo necesario para la elección; esto se hacía para asegurar que el elegido no hubiera votado por sí mismo. Este fue el procedimiento utilizado desde 1621 hasta 1945, y se utilizó por última vez en el cónclave de 1939. Antes de 1621 no se prestaba juramento antes de emitir el voto. A veces se utilizaban votos completamente secretos (a criterio de los cardenales electores presentes), pero en estos votos secretos no se prestaba juramento cuando se emitía el voto. En algunos cónclaves anteriores a 1621, los cardenales votaban verbalmente y en ocasiones formaban grupos para facilitar el recuento de los votos emitidos. La norma de la firma y el lema del elector cubiertos por dos partes dobladas de la papeleta fueron añadidos por Gregorio XV mediante la bula Aeterni Patris Filius (1621), para impedir que nadie pudiera darse el voto decisivo a sí mismo. El cardenal inglés Reginald Pole se negó a darse el voto decisivo a sí mismo en 1549 (lo que habría dado lugar a su elección por adhesión) y no fue elegido, pero en 1492 el cardenal español Rodrigo de Borja (Alejandro VI) muy probablemente sobornó en privado a otros cardenales para que votaran por él, al no tener permitido darse a sí mismo el voto decisivo. La elección por adhesión permitía a los electores que no habían votado por el candidato más votado la oportunidad de cambiar su voto y hacer la elección unánime (o casi), excepto por el voto del posible nuevo papa. Así fue como el cardenal Borja fue elegido como Alejandro VI en 1492. Ante el grave desafío al papado que suponía el protestantismo, y temiendo un cisma debido a varios cónclaves turbulentos a finales del siglo XVI y principios del XVII, Gregorio XV estableció el procedimiento de votos firmados para impedir que cualquier cardenal se diera el voto decisivo a sí mismo. El sistema de elección por adhesión no fue abolido, pero rara vez fue utilizado hasta que Pío XII lo abolió en 1945. Desde entonces, un cardenal puede darse el voto decisivo a sí mismo sin la elección por adhesión, aunque la regla de la mayoría de dos tercios siempre se ha mantenido, excepto cuando Juan Pablo II la modificó en 1996 (estableciendo que una mayoría simple era suficiente después de 33 votaciones infructuosas), pero Benedicto XVI la restableció en 2007.

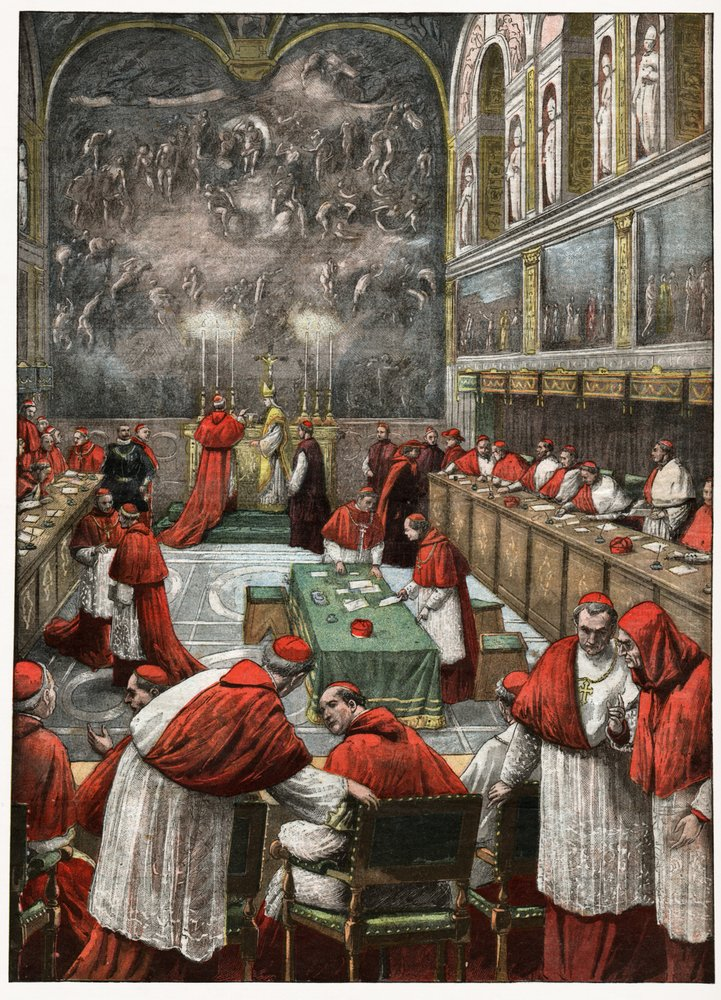
Recuento de votos en el cónclave de 1903.

Hasta 1621, el único juramento que se prestaba era el de obediencia a las normas del cónclave vigentes en aquella época, cuando los cardenales entraban al cónclave y se cerraban las puertas, y cada mañana y cada tarde cuando entraban a la Capilla Sixtina para votar. Gregorio XV añadió el juramento adicional, que se toma cuando cada cardenal emite su voto, para evitar que los cardenales pierdan tiempo emitiendo «votos de cortesía» y así se reduzca el número de posibles candidatos al trono papal a quizá sólo dos o tres. La rapidez en la elección de un papa era importante, y eso significaba utilizar un juramento para que los cardenales se dedicaran a la seria tarea de elegir un nuevo papa y reducir el número de candidatos potencialmente elegibles. Las reformas de Gregorio XV promulgadas en 1621 y reafirmadas en 1622 crearon el procedimiento escrito detallado paso a paso utilizado para elegir un papa; un procedimiento que es esencialmente el mismo que se sigue empleando en la actualidad. El mayor cambio desde 1621 fue la abolición de la regla que exigía que los electores firmaran sus papeletas, lo que dio lugar a un procedimiento de votación detallado de escrutinio mediante simples juramentos verbales. A partir de 1945, un elector podía votar por sí mismo y luego invocar a Dios, mediante el juramento que hacía al depositar su voto, para declararse el más apropiado para ser elegido. El sistema de elección por adhesión impedía esto, pero bajo la normativa actual es posible.

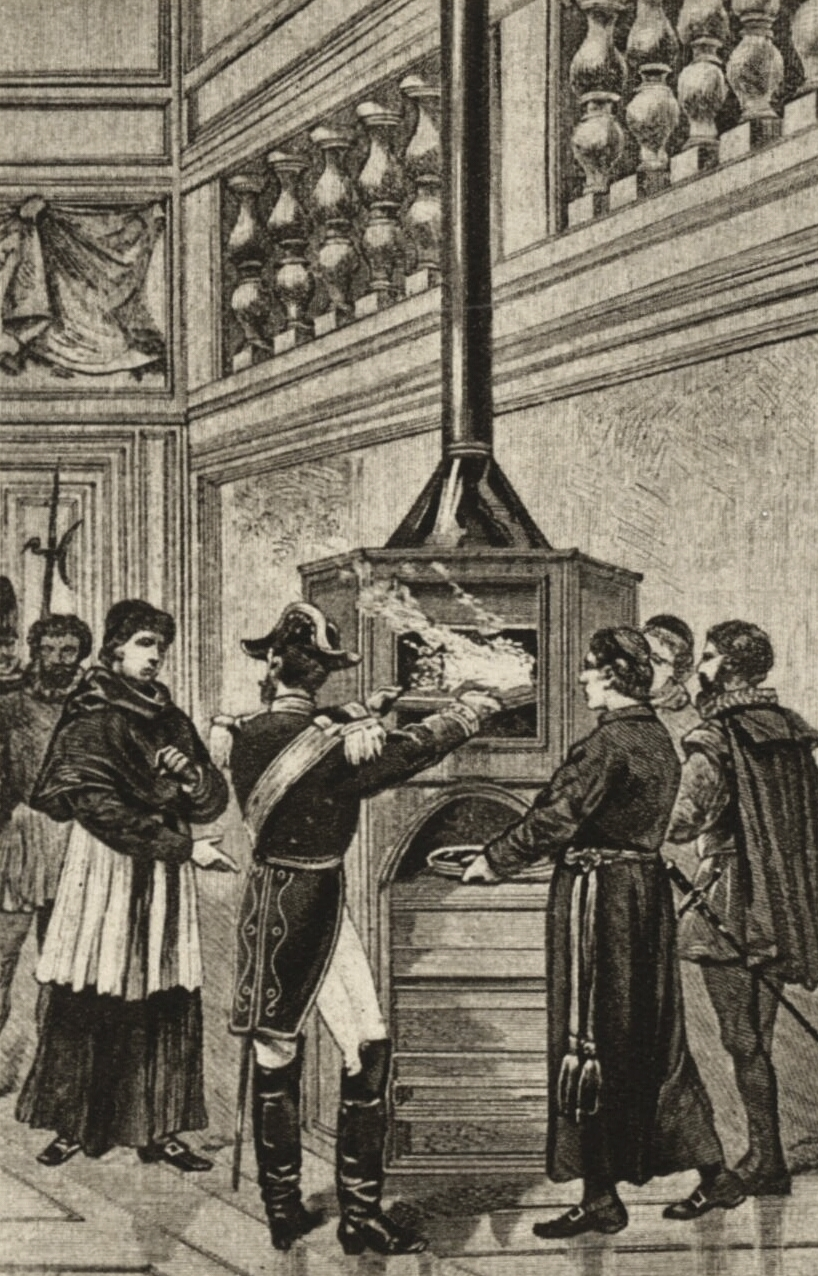
Estufa instalada en la Capilla Sixtina para el cónclave de 1939.

Una vez emitidos todos los votos, el primero de los tres escrutadores agita el recipiente y el último escrutador extrae y cuenta las papeletas. Si el número de papeletas no coincide con el número de cardenales electores (incluidos los cardenales enfermos que estén en sus habitaciones), las papeletas se queman sin ser leídas y se repite la votación. Si no se observan irregularidades, se procede a abrir las papeletas y a contar los votos. Cada papeleta es desdoblada por el primer escrutador, y cada uno de los tres escrutadores toma nota del nombre indicado en la papeleta. El último de los escrutadores lee el nombre en voz alta.
Una vez abiertas todas las papeletas, comienza la fase final, el post-escrutinio.

#### Post-escrutinio
Los escrutadores suman todos los votos y los revisores verifican las papeletas y los nombres en las listas de los escrutadores para asegurarse de que no se haya cometido ningún error. A continuación, los escrutadores queman todas las papeletas con ayuda del secretario del Colegio Cardenalicio y de los maestros de ceremonias. Si el primer escrutinio de la mañana o de la tarde no da como resultado una elección, los cardenales proceden al siguiente escrutinio inmediatamente. Los documentos de ambos escrutinios se queman juntos al final del segundo escrutinio.

### Lafumata
A principios del siglo XIX, las papeletas utilizadas por los cardenales se quemaban después de cada votación para indicar una elección fallida. En cambio, la ausencia de humo indicaba una elección exitosa. Desde el cónclave de 1914, el humo negro («fumata nera») que emerge de una chimenea instalada temporalmente en el tejado de la Capilla Sixtina indica que la votación no ha dado lugar a una elección, mientras que el humo blanco («fumata bianca») anuncia que un nuevo papa ha sido elegido.
Antes de 1945 (cuando Pío XII cambió la forma de las papeletas para utilizar papeletas sin firmar, lo que se llevó a cabo por primera vez en el cónclave de 1958), el lacre de las papeletas utilizadas hasta entonces hacía que el humo producido al quemar las papeletas fuera blanco o negro, dependiendo de si se añadía o no paja húmeda. Hasta el siglo XX, el lacre solía contener cera de abeja en su composición. El uso de cera hecha únicamente de grasa animal no produce un humo tan blanco como el que produce la cera de abeja. En el cónclave de 1939 hubo cierta confusión sobre el color del humo, que se hizo aún más evidente en el cónclave de 1958. La confusión sobre el color del humo se debió a que las papeletas utilizadas ya no contenían lacre. La llamada «tesis de Siri» se basó en la confusión sobre el color del humo en el primer día de ese cónclave.
Desde el cónclave de 1963 se han agregado productos químicos al proceso de combustión para acentuar el color blanco o negro del humo. A partir del cónclave de 2005, la elección del nuevo papa se anuncia también con el sonido de las campanas de la Basílica de San Pedro junto con la aparición de la fumata blanca.
Durante el cónclave de 2013, el Vaticano reveló los productos químicos utilizados para colorear el humo: perclorato de potasio, antraceno y azufre para la fumata negra; y clorato de potasio, lactosa y colofonia para la fumata blanca.

### Aceptación y proclamación
Una vez concluida la elección, el cardenal decano convoca al secretario del Colegio Cardenalicio y al maestro de las Celebraciones Litúrgicas Pontificias. El decano pregunta en latín al papa electo si acepta la elección: Acceptasne electionem de te canonice factam in Summum Pontificem? («¿Aceptas tu elección canónica como Sumo Pontífice?»). No hay ningún requisito de que el elegido deba aceptar, y es libre de rechazar la elección si lo desea.
En la práctica, un cardenal que no tenga la intención de aceptar la elección lo declarará expresamente antes de recibir un número suficiente de votos como para convertirse en papa, como hizo Giovanni Colombo en el cónclave de octubre de 1978.
Si el elegido acepta y ya es obispo, asume inmediatamente el cargo. Si no es obispo, primero debe ser consagrado como tal antes de poder asumir el cargo. Si es elegido un sacerdote, el decano del Colegio Cardenalicio le ordernará inmediatamente obispo; si se elige a un laico, el decano primero le ordenará diácono, luego sacerdote, y sólo entonces le ordenará obispo. Sólo después de convertirse en obispo el papa electo asume el cargo. Estas funciones del decano son desempeñadas, si es necesario, por el subdecano, y si el subdecano también está impedido, son asumidas por el cardenal obispo presente de mayor antigüedad. En el cónclave de 2005, el decano, Joseph Ratzinger, fue elegido papa, no pudiendo así desempeñar las funciones indicadas. En el cónclave de 2013, el decano (Angelo Sodano) y el subdecano (Roger Etchegaray) no pudieron asistir por superar ambos el límite de edad, y estas funciones fueron asumidas por el cardenal Giovanni Battista Re. Lo mismo ocurrió en el cónclave de 2025, donde Re, ahora decano, no pudo participar por superar el límite de edad y sus funciones las realizó el cardenal Pietro Parolin.
Desde 533, el nuevo papa también elige el nombre con el que será conocido durante su pontificado. Juan II fue el primer papa en adoptar un nombre papal, al considerar que su propio nombre, Mercurio, era inapropiado, ya que también era el nombre de un dios romano pagano. En la mayoría de los casos, incluso si no se dan tales condiciones, los papas tienden a elegir nombres papales diferentes de sus propios nombres. El último papa que mantuvo su propio nombre como nombre papal fue Marcelo II, en 1555. Después de que el nuevo papa acepta su elección, el decano le pregunta su nombre papal en latín: Quo nomine vis vocari? («¿Con qué nombre deseas ser llamado?») Después de que el elegido da su nombre papal, los oficiales son readmitidos en el cónclave y el maestro de las Celebraciones Litúrgicas Pontificias levanta acta de la aceptación y del nombre del nuevo papa.
En el pasado, durante el cónclave, los cardenales se sentaban en tronos adornados con dosel, que simbolizaban el gobierno colectivo de la Iglesia por parte de los cardenales durante el período de sede vacante. Tras la elección y aceptación del nuevo papa, cada uno de los demás cardenales tiraba de una cuerda que bajaba el dosel de su respectivo trono, lo que significaba el fin del período de gobierno colectivo, y sólo quedaba alzado el dosel del papa recién elegido. La última vez que se utilizaron tronos con dosel fue en el cónclave de 1963. A partir de entonces dejaron de utilizarse por la falta de espacio debida al aumento del número de cardenales electores, que debían sentarse en dos filas de asientos, y los doseles obstruían la visión de los cardenales sentados en la fila trasera.
Al final del cónclave, el nuevo papa puede entregar su solideo al secretario del cónclave, indicando que el secretario será nombrado cardenal en el próximo consistorio. Antes del cónclave de 2013, esta tradición fue seguida por última vez en el cónclave de 1958 por el recién elegido Juan XXIII, que entregó su solideo cardenalicio a Alberto di Jorio y le nombró cardenal en el consistorio celebrado el 15 de diciembre de ese año. En 2013, la sección portuguesa de Radio Vaticano informó que al concluir el cónclave, el recién elegido papa Francisco entregó su solideo al arzobispo Lorenzo Baldisseri, secretario del cónclave, y el 22 de febrero de 2014, en el primer consistorio de Francisco, Baldisseri fue formalmente nombrado cardenal con el título de cardenal diácono de San Anselmo en Aventino.
Después, el nuevo papa se dirige a la Sala de las Lágrimas, una pequeña estancia adjunta a la Capilla Sixtina. La sala recibe este nombre debido a que tradicionalmente se dice que el nuevo papa se retira allí a llorar ante la enorme responsabilidad que acaba de asumir. Una vez allí, el nuevo papa se pone las vestiduras pontificias (una sotana, un roquete y una muceta, todo ello de color blanco), eligiendo entre tres tallas disponibles que la sastrería romana Gammarelli se encarga de confeccionar desde el siglo XVIII. También se coloca una cruz pectoral con cordón dorado, una estola bordada en colores rojo y dorado, y finalmente el solideo papal blanco en la cabeza. En 2013, el papa Francisco prescindió de la muceta roja, el roquete y la cruz pectoral dorada, vistiendo sólo la sotana blanca y su propia cruz pectoral de plata cuando apareció ante los fieles. Tampoco usó la estola, sino que se la puso sólo para impartir la bendición apostólica y se la quitó poco después. La costumbre se retomó con la elección del papa León XIV en 2025, que apareció llevando la vestimenta tradicional: muceta roja, roquete, cruz pectoral dorada y estola.
A continuación, el cardenal protodiácono (el cardenal diácono de mayor antigüedad) sale al balcón central de la Basílica de San Pedro para anunciar al nuevo papa, a través de la siguiente fórmula en latín:

Annuntio vobis gaudium magnum:
Habemus Papam!
Eminentissimum ac reverendissimum Dominum,
Dominum [prænomen]
Sanctæ Romanæ Ecclesiæ Cardinalem [nomen],

qui sibi nomen imposuit [nomen pontificale].
Os anuncio un gran gozo:
¡Tenemos papa!
El eminentísimo y reverendísimo señor
señor [nombre],
 cardenal de la Santa Iglesia Romana [apellido],
quien se ha impuesto el nombre [de] [nombre papal].

El 19 de abril de 2005, el protodiácono Jorge Medina Estévez saludó primero a la multitud congregada en la Plaza de San Pedro con la frase Queridísimos hermanos y hermanas en cinco idiomas (italiano, español, francés, alemán e inglés) antes de proceder a la fórmula oficial para anunciar la elección de Benedicto XVI. Esto no se repitió en la proclamación de Francisco en 2013 ni en la de León XIV en 2025.

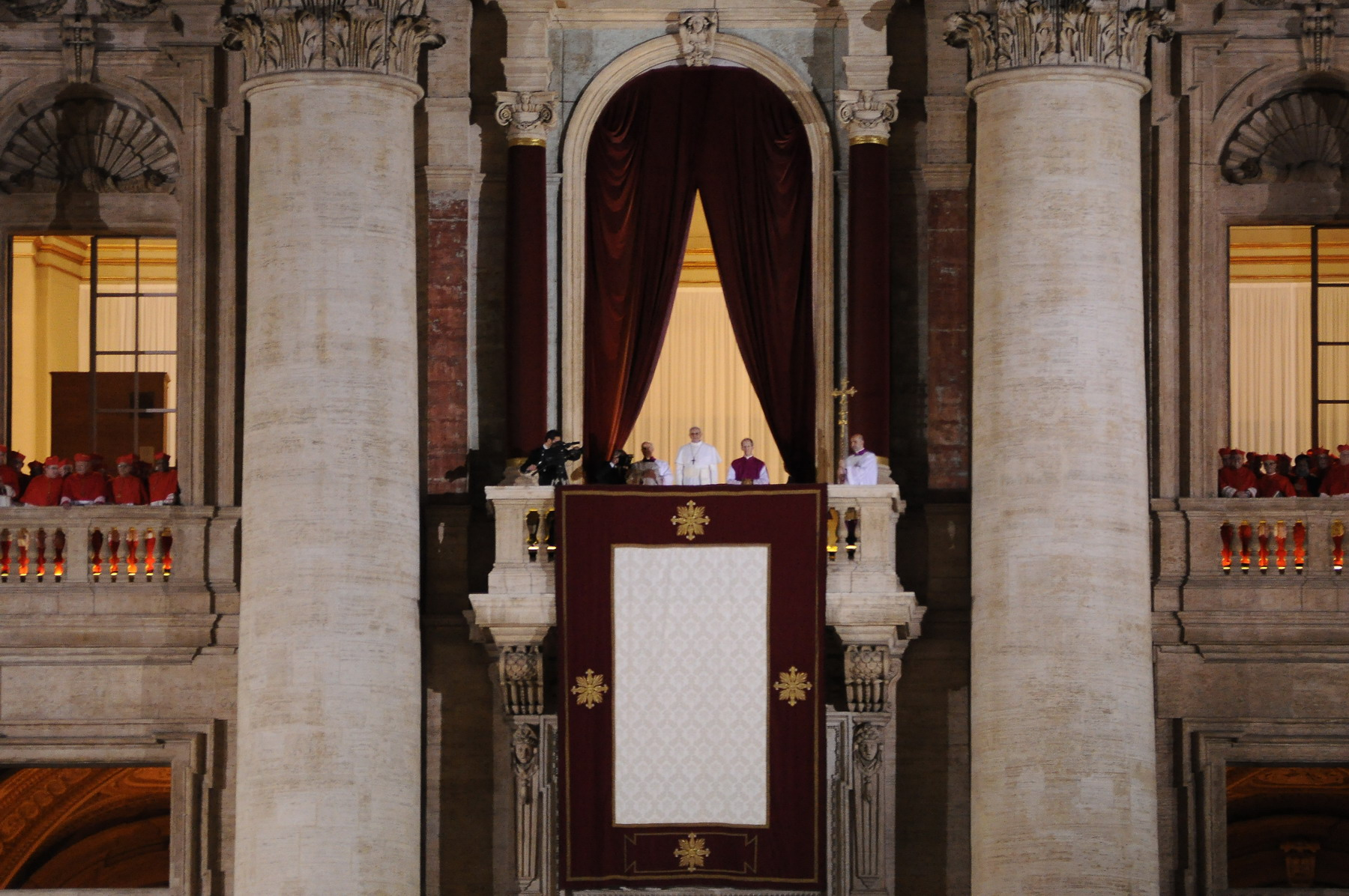
Al final del cónclave de 2013, el recién elegido papa Francisco aparece por primera vez ante los fieles congregados en la Plaza de San Pedro.

En alguna ocasión en el pasado, el propio protodiácono fue elegido papa. En tal caso, el anuncio lo hace el siguiente diácono en antigüedad, que pasa a ser entonces protodiácono. La última vez que fue elegido el cardenal protodiácono fue en 1513, cuando Giovanni de Medici fue elegido como León X y el siguiente cardenal diácono en antigüedad, Alessandro Farnese (futuro papa Paulo III), hizo el anuncio.

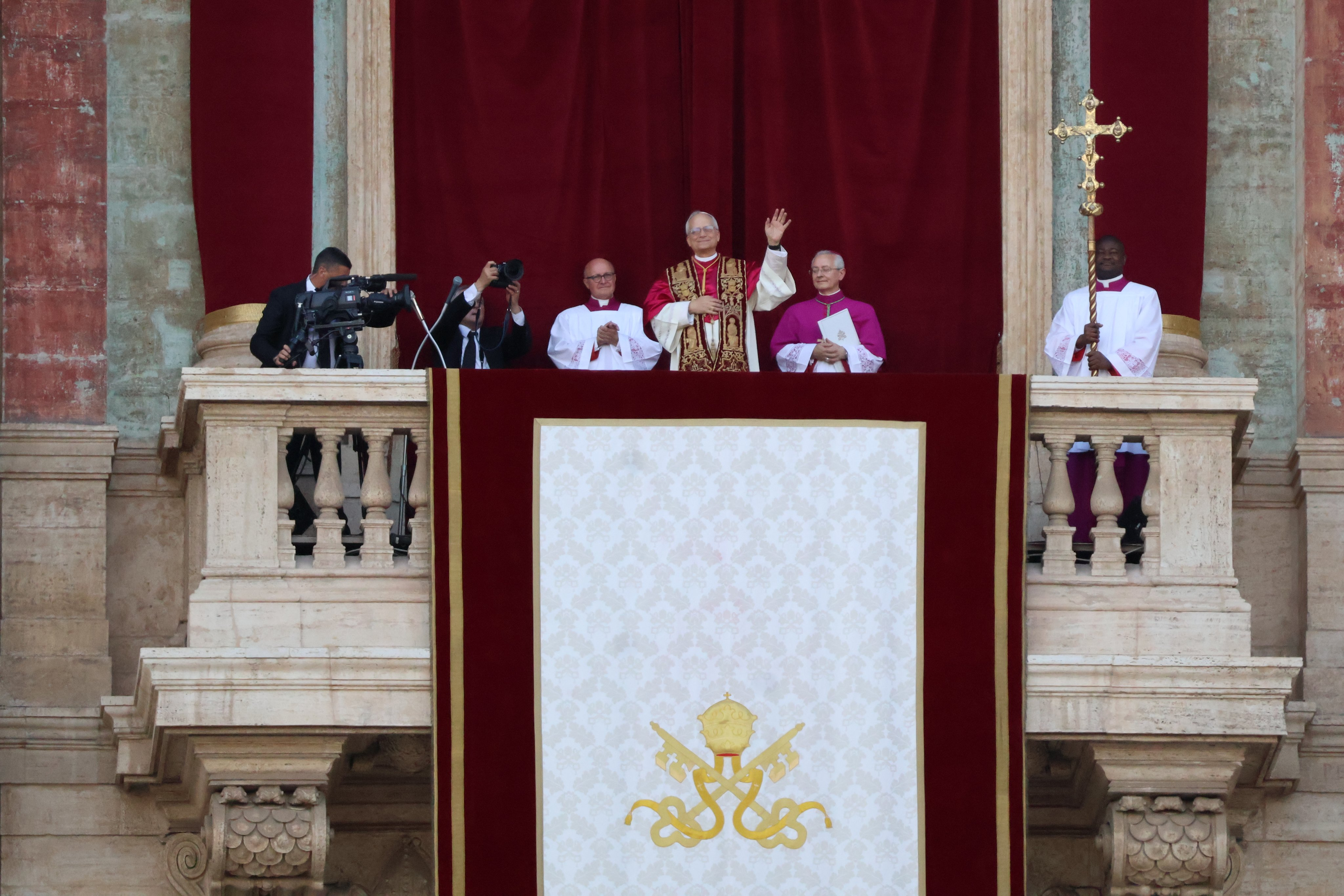
El recién elegido papa León XIV saluda a la multitud desde el balcón central de la Basílica de San Pedro, en su primera aparición pública después del cónclave de 2025.

Después del anuncio, el cardenal protodiácono se retira y los asistentes papales despliegan una gran pancarta que suele llevar el escudo papal del pontífice anterior en el centro, colgándola de la barandilla de la logia de la basílica. Durante la presentación de Juan Pablo II (16 de octubre de 1978) se utilizó un escudo sin imagen, ya que debido a la brevedad del  pontificado de su predecesor, Juan Pablo I, no hubo tiempo de fabricar una pancarta con su escudo. En la presentación de Francisco (13 de marzo de 2013), no se utilizó ninguna imagen del escudo de su predecesor, ya que Benedicto XVI seguía vivo. En la presentación de León XIV (8 de mayo de 2025) se utilizó el escudo de armas de la Santa Sede. En la presentación de Pío XI (6 de febrero de 1922), la pancarta mostraba el escudo de Pío IX en lugar del de su inmediato predecesor, Benedicto XV.El nuevo papa sale entonces al balcón y se presenta a la multitud, mientras una banda de música en la plaza toca el Himno Pontificio. Después imparte la bendición Urbi et Orbi. Sin embargo,  el papa puede optar por dar la bendición episcopal, más corta, como su primera bendición apostólica en lugar de la tradicional bendición Urbi et Orbi. La ocasión más reciente    en la que esto se produjo fue con Pablo VI, después de su elección el 21 de junio de 1963. Desde Juan Pablo II en adelante, todos los papas han dirigido un breve mensaje a la multitud antes de impartir la bendición Urbi et Orbi. Además, en la primera aparición del papa Francisco, éste dirigió a los fieles en una oración por su predecesor y luego les pidió que rezaran también por él, antes de impartir la bendición Urbi et Orbi. En 2025, León XIV hizo parte de su discurso en español, siendo la primera vez que un papa utiliza un idioma distinto del italiano en su primer mensaje. León XIV también fue el primero en utilizar notas escritas para dirigirse a la multitud.
Antiguamente, los papas eran coronados con el triregnum o tiara papal en una ceremonia de coronación. Desde Juan Pablo I, todos los papas han rechazado la coronación y han optado por una ceremonia de inauguración más sencilla.